# Six Jours de São Paulo
Les Six Jours de São Paulo sont une course cycliste de six jours disputée à São Paulo, au Brésil. Deux éditions se sont déroulées en 1957 et 1959.

## Palmarès
| Année | Vainqueur                       | Deuxième                        | Troisième                        |
| ----- | ------------------------------- | ------------------------------- | -------------------------------- |
| 1957  | Severino Rigoni Bruno Sivilotti | Mario Ghella Giuseppe Sunzeri   | Mario García Enio Simões         |
| 1958  | Non-disputée                    |                                 |                                  |
| 1959  | Antonio Alba Claudio Rosa       | Antonio Alexandre Ramón Vázquez | Bruno Sivilotti Giuseppe Sunzeri |